# 运行时系统
运行环境（英語：Runtime environment）又称“运行时系统”（run-time system），指一种半编译的執行碼在目標機器上运行時的环境。
運行環境是一種介乎编译器及直译器的執行方式。大多数编程语言都有某种形式的运行时系统，提供程序运行的环境。这个环境可以解决许多问题，包括应用程序内存的管理、程序如何访问变量、程序之间传递参数的机制、与操作系统的接口等问题。编译器根据具体的运行时系统做出假设，以生成正确的代码。通常情况下，运行时系统将承担一些设置和管理堆和栈的责任，并可能包括诸如垃圾回收、线程或其他内置于语言中的动态功能。
常见的运行环境有Java運行環境Java Runtime Environment（JRE），以及C#，Visual Basic .NET，C++.Net等运行在Microsoft Windows上的通用语言运行时（CLR）或Linux上的Mono。